# Jorma Paananen
Jorma Paananen (ur. 4 czerwca 1964) – szwedzki strongman.. Jest starszym bratem siłacza Jarmo Paananena.

## Życiorys
Jorma Paananen zadebiutował jako siłacz w 1996, startował w zawodach siłaczy do 2002. Wziął udział w Mistrzostwach Świata Strongman 1999, jednak nie zakwalifikował się do finału. Mieszka w Luleå.
Wymiary:
- wzrost 188 cm
- waga 145 kg

## Osiągnięcia strongman
- 1996
  - 2. miejsce - Mistrzostwa Szwecji Strongman
- 1998
  - 2. miejsce - Mistrzostwa Szwecji Strongman
- 1999
  - 2. miejsce - Mistrzostwa Szwecji Strongman
- 2000
  - 8. miejsce - Mistrzostwa Szwecji Strongman
- 2002
  - 3. miejsce - Mistrzostwa Szwecji Strongman
  - 14. miejsce - Super Seria 2002: Sztokholm (kontuzjowany)